# Ардрейские камни
Ардрейские камни представляют собой коллекцию из десяти камней с рунами и изображениями, датируемых VIII—XI веками, которые были обнаружены в церкви Ардре в Ардре, Готланд, Швеция. Основное издание принадлежит Суне Линдквисту.

## Описание

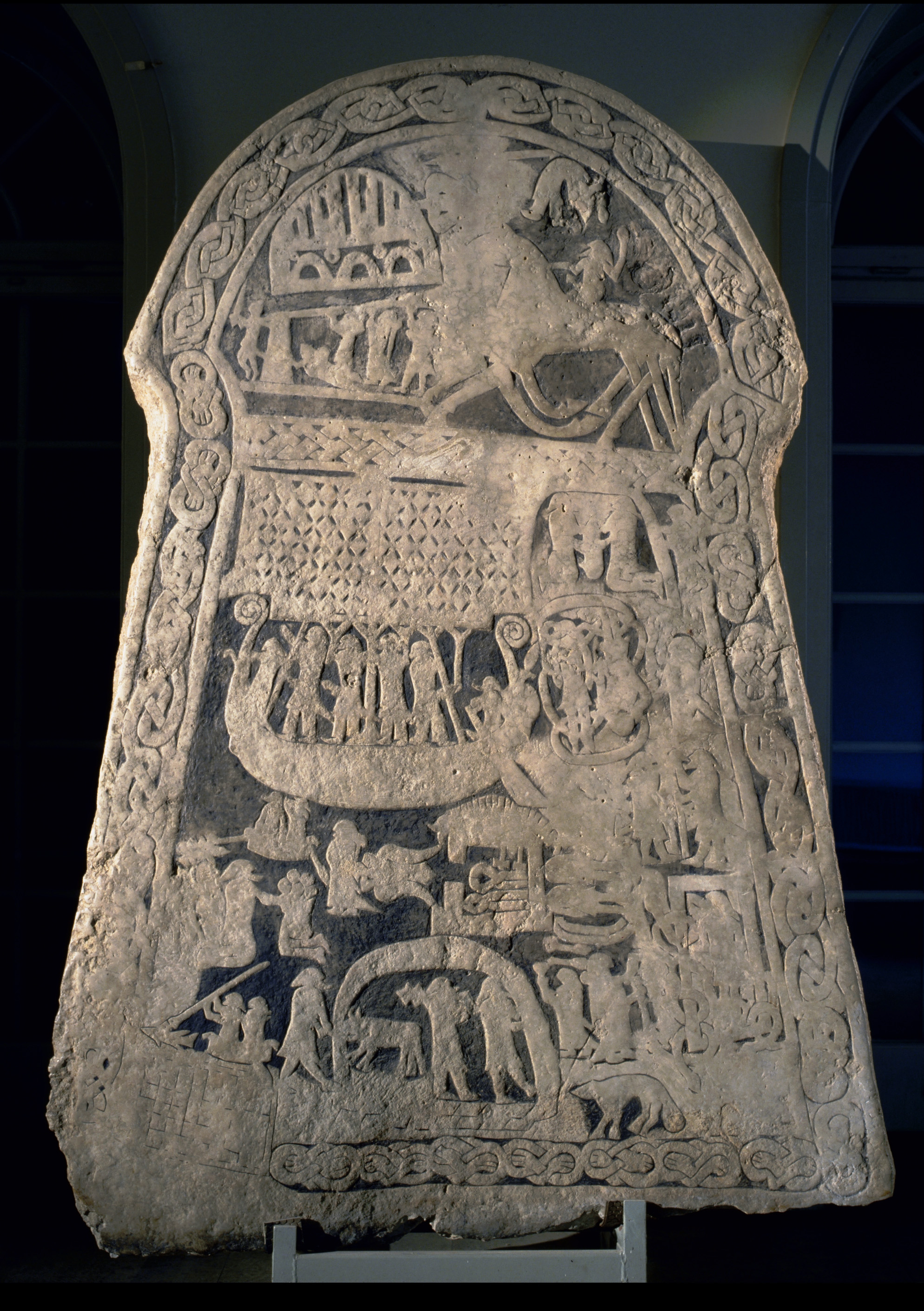
Самый большой из Ардрейских камней: Ардре VIII

Камни изображения Ардре были повторно использованы в качестве мощения под деревянными полами местной церкви в приходе Ардре на Готланде. До того, как историческое значение рун и камней-изображений было понято или оценено, их часто использовали в качестве материалов при строительстве дорог, мостов и зданий. Камни с изображениями были повторно обнаружены во время реставрации церкви примерно в 1900 году. Сейчас камни хранятся в Шведском музее национальных древностей в Стокгольме.

### Ардре VIII
Самым большим и наиболее известным из камней является камень Ардре VIII, датируемый 8-м или 9-м веком, изображающий сцены из скандинавской мифологии, в частности, «Песнь о кузнеце Вёлунде», «Тор, ловящий Ёрмунганда», наказание Локи за смерть Бальдра, и Один, едущий в Валгаллу на Слейпнире. Другие изображения на этом камне, такие как женщина справа с двумя мечами, в настоящее время не поняты, поскольку они не соответствуют ни одному известному скандинавскому мифу, дошедшему до наших дней. Изображения корабля мотив с его моряками чем-то напоминает мотив на гобелене из Оверхогдаля № III. Исследование этого камня было выполнено Людвигом Буиссоном.

### Ардре III

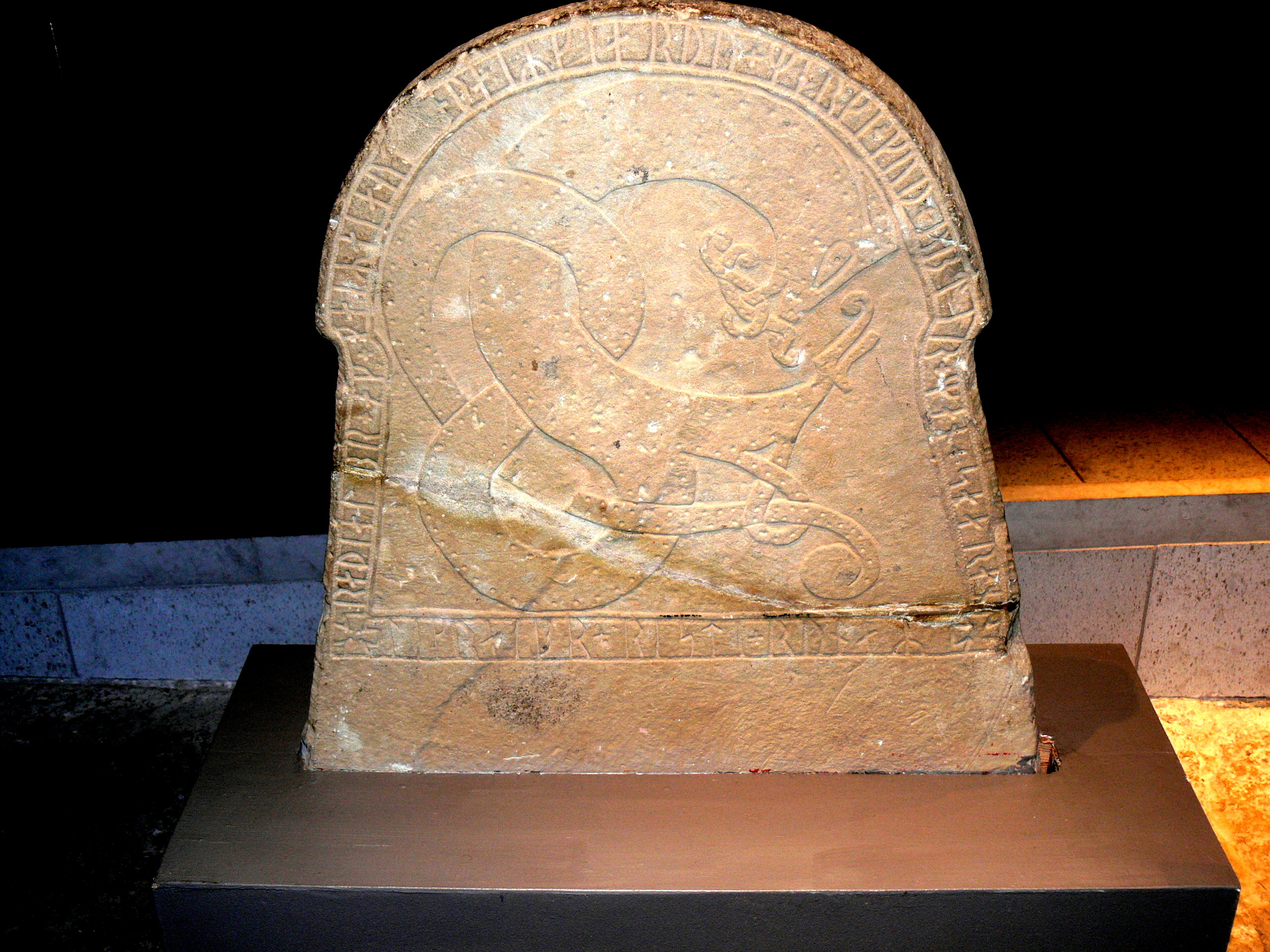
Обратная сторона камня Ардре III

Надпись на одной из двух сторон рунического камня Ардре III, которая указана в Рундате как Готландская руническая надпись 113, состоит из двух змей в форме восьмерки с руническим текстом в полосе на краю камня, а на второй стороне есть одиночная переплетенная змея с руническим текстом на краю камня. Надпись классифицируется как, вероятно, рунический стиль Pr3. Рунический текст, подписанный мастером рун с нормализованным именем Ликраив, указывает на то, что он был воздвигнут как памятник с разными спонсорами для надписей на каждой стороне камня.